# 圣躲基佛塔
圣躲基佛塔是緬甸的一座上座部佛教佛塔，位于缅甸南部德林达依省丹老镇，是當地的旅游胜地。这座丹老最大的宝塔建于1772年-1778年。